# Fleur noire
Fleur noire est un roman historique de Kim Young-ha publié en 2003.
Fleur noire remporte le Prix Dong-in en 2004.

## Résumé
Première partie
Fleur noire est l’histoire, inspirée de faits réels, de mille trente trois Coréens de toutes conditions sociales qui se sont expatriés au Mexique au début du XXe siècle. Ils ont traversé l’Océan Pacifique à bord d’un bateau sous pavillon anglais, l’Ilford dans des conditions particulièrement pénibles. L’homme qui s’était chargé de procéder à cette migration était un anglais du nom de John Myers. La promiscuité favorisa l’émergence d’une épidémie de dysenterie, qui ne fit que deux victimes. Cette perte en vies humaines fut en partie compensée par la naissance d’un garçon au cours de la traversée. Les aristocrates coréens, notamment un membre de la famille impériale, Yi Jeong-do, furent contraints d’abandonner de fait leurs privilèges, et de faire la queue comme tout le monde pour obtenir leur ration alimentaire. Parmi les migrant se trouve Kim I-jeon, un jeune orphelin qui est monté à bord car il n’avait plus rien à perdre. Il s’éprend de Yi Yeon-su, fille de Yi Jong-do, et lui promet de se marier avec elle lorsqu’il aura gagné suffisamment d’argent en Amérique. Afin de trouver une occupation à bord, et de ne pas à avoir à faire la queue pour manger, il parvint à se faire accepter par l’équipe de cuisiniers japonais, notamment de Yoshida, un déserteur de l’armée japonaise, qui prit I-jeon sous sa coupe, lui apprenant quelques rudiments de japonais, mais désireux au fond de faire de l’adolescent son compagnon. À bord se trouve également Choi Seon-kil, un voleur, qui a dépouillé, juste avant le départ, Pak kwang-su, alias père Paulo, également là sur la bateau. Le prêtre a reconnu son voleur, mais n’a pas tenté de récupérer la croix en argent que celui-ci a subtilisé. La communication entre les Coréens et l’équipage est assurée par l’interprète Kwon Yong-jun, et les soins par un vétérinaire japonais qui s’est fait passer pour un médecin.
Le port d’arrivée, le 15 mai 1905, est Salina Cruz. Les migrants durent encore traverser l’isthme de Tehuantepec en train, avant d’embarquer sur un autre navire qui les amèna dans la péninsule du Yucatán, via le port de Progreso. Après une dernière heure de train, ils étaient arrivés à destination, dans un campement où le millier de personnes originaires de la péninsule de Joseon attendraient d’être répartis dans différentes haciendas. Pendant ces trois jours, ils goûtèrent à la sécheresse chaude du mois de mai de cette région, dévorés par les moustiques, et respirant la poussière soulevée par les vents. Le dernier Coréen à être acheté par un haciendado était Kim Ok-seon, un eunuque ayant servi à la cour impériale en tant que chanteur et musicien. Bien entendu, les Coréens avaient été vendus à leur insu par John Myers aux cultivateurs d’heneken (ou agave) du Yucatán, qui manquaient cruellement de main-d’œuvre. Par cet acte, l’homme d’affaire avait empoché une coquette somme qu’il n’aurait pu gagner qu’en trois ans de travail. Les Coréens, quant à eux étaient censés rester quatre ans au Mexique avant de pouvoir quitter l’hacienda où ils avaient été affectés.
Une seule journée de dur labeur dans les champs d’agave sous un soleil de plomb, en échange d’un salaire de misère, à peine suffisant pour les nourrir fit comprendre aux plus malins qu’ils s’étaient fait berner par John Myer. Qu’ils ne feraient pas fortune grâce à leur travail et qu’ils auraient beaucoup de difficultés à amasser une somme suffisante pour retourner au pays, enchaînés qu’ils seraient par leur dette auprès des propriétaires terriens qui les exploitaient autant qu’ils exploitaient les mayas. Tous les hommes s’étaient malgré tout mis au travail, sauf Yi Jeong-do qui trouvait cela indigne de son rang. Finalement, c’est son fils Yi Jin-u qui se retrousse les manches et tenta de subvenir aux besoins de la famille. Il entreprit même de devenir interprète et se rapprocha pour cette raison de Kwon Yong-jun. Celui-ci lui offrit de l’argent au jeune homme pour qu’il lui amène sa sœur. Le jeune homme, après un moment d’hésitation, et désinhibé par la tequila accepta le marché.
Enfin, le 29 juillet 1905, par l’intermédiaire de témoins chinois, et le relais de l’information par différents journaux américains, la nouvelle arriva en Corée que des ressortissants de Joseon étaient traités comme des esclaves au Mexique. Le gouvernement et l’empereur Kojong demandèrent au gouvernement mexicain que soient traités dignement tous les émigrés travaillant au Yucatán.
Il se trouva que Choi Seon-kil, le voleur, Pak Kwang-su, l’ancien prêtre, et le paksu (le chamane) partagèrent la même paja (l’habitation traditionnelle maya) sont sur la propriété de Velasquez, un fanatique catholique qui s’emploie à convertir tous ceux qu’il peut à sa religion. Il a déjà forcé les Mayas, et entreprend dès lors de s’occuper des Coréens, interdisant en même temps tout autre culte. À la suite d'une affaire de meurtre, Dol-seok et I-jeong sont transférés de l’hacienda Chunchucumil à l’hacienda Yaxché, où se trouve justement Yi Yeon-su. Un des Coréens étant gravement malade, sa famille demande au paksu de procéder à un gut afin de faire partir la maladie. Celui-ci accepte, mais cela rend furieux Velasquez, mis au courant par Choi, qui a d’ailleurs volé une grosse somme au chamane. Ce-dernier se retrouve fouetté jusqu’à la perte de connaissances, notamment parce qu’il refusa de se convertir au christianisme.
Pendant cette période, un émissaire coréen fut chargé de se rendre à Hawaï, puis au Mexique, afin d’observer les conditions de vie des Coréens exilés. Mais, faute de moyens, et entravé par les ingérence d’un Américain, Stevens, Yun Shi-ho ne dépassa pas l’archipel américain. Il démissionna après son retour et la signature du Traité d'Eulsa, qui fit de la Corée une colonie japonaise.
Le sort infligé au pauvre chamane eut pour conséquence de provoquer une révolte des Coréens de la plantation. Celle-ci fut sévèrement réprimée par Velasquez, habitué à faire face aux rébellions mayas.
Pendant trois jours, au moment de la fête de la moisson, l’aristocrate Yi Jong-do écrivit une lettre en trois exemplaires à destination de l’empereur de Corée afin que ce dernier vienne en aide aux malheureux Coréens prisonniers du Yucatán. L’interprète Kwon Yong-jun fut chargé de les poster à Merida, la ville la plus proche, mais n’en fit rien. Trop content de jouir de sa position privilégiée ici-bas. 
Jaloux de la relation entre Yi Yeon-su et le jeune Kim I-Jeong, et parce qu’il avait des vues sur la jeune aristocrate, Kwon Yong-jun s’arrangea pour faire changer d’hacienda le jeune orphelin.
Dans l’exploitation de Menem, absent, où I-Jeong venait d’arriver, un célibataire avait tenté de s’enfuir, et avait été fouetté. Ceci provoqua la seconde révolte des Coréens. Qui finirent par se faire encercler dans la prison du domaine par Alvaro et les autres contre-maîtres. Finalement, Alvaro tombé sous l’effet de la Malaria, et une pluie salvatrice étant venue en aide aux Coréens, les grévistes obtinrent de Menem l’écourtement de leur durée de séjour sur son domaine, ainsi que d’autres petits avantages. La nuit des obsèques d’Alvaro, I-jeong s’enfuit en direction de Merida.
Deuxième partie
Trois ans s’étaient déjà écoulés. Sur fond de troubles politiques, les premiers Coréens rachètent leur liberté, à commencer par trois anciens soldats qui s’installent à Mérida. Quant à l’ancien prêtre Pak Kwang-su, il devient chamane, lors de rite du naerim gut.
Kwon Yeon-jun entreprit de repartir en Corée avec Yeon-su, qui était entre-temps devenue sa compagne. Celle-ci confia son petit garçon à Maria, la femme maya de Yeon-jun. Mais, à Véracruz, la jeune fille faussa compagnie à l’interprète. Dans un restaurant chinois, on lui offrit à boire et à manger, mais elle se fit ainsi droguer. Elle fut vendue à un vieux chinois cherchant une concubine. Mais, faute d’arriver à ses fins, le vieil homme la revendit au restaurateur Chen. Yeon-jun, avait poursuivi son voyage, mais retomba sous l’emprise de l’opium à San Francisco. De son côté, I-Jeong avait réussi à s’approcher de la frontière nord du Mexique et à prendre contact avec Bang Hwa-jung, de l’association des Coréens aux États-Unis. Une association fut créée afin d’aider les derniers Coréens prisonniers des haciendas, ainsi qu’une école militaire.
L’ancien soldat libéré du labeur, Jo Jang-yun et ses compagnons échouèrent à faire migrer les Coréens pour travailler dans les plantations d’Hawaï, où les conditions de travail étaient moins pénibles. Les autorités américaines s’étaient opposées à ce déplacement, en dépit des demandes des planteurs.
Madero devenu président après la chute de Porfirio Díaz, il fut démis par le général Victoriano Huerta par un coup d’État.
I-Jeong se retrouva finalement enrôlé dans l’armée de Pancho Villa. C’est en qualité de soldat qu’il retrouva Yoshida, employé par le consulat du Japon, alors que celui-ci répondait à une invitation des nouveaux maîtres du Mexique.
L’ancien tireur d’élite Jeong-hun, une fois sorti de l’hacienda, devint coiffeur. Il rencontra Yeon-su sur son lieu de travail et lui proposa de la libérer pour qu’elle vienne vivre avec lui.
Le gouverneur du Yucatán, Alvarado, fit détruire les plantations d’heneken afin que Villa et Emiliano Zapata ne puissent bénéficier de ces ressources pour financer leur armée. Mais, les planteurs américains, se trouvant ainsi ruinés demandèrent l’appui de l’armée américaine, et ainsi l’ingérence des Étatts-Unis dans la guerre civile mexicaine. Jeong-hun devint malgré lui, le coiffeur personnel du général Álvaro Obregón, opposé à Zapata et Villa.
Velasquez et Choi Seon-kil, qui était devenu son sanguinaire bras droit, finirent crucifié par des émeutiers alors qu’il s’étaient réfugiés dans la cathédrale de Mérida.
Arrive l’affrontement décisif entre les troupes de Pancho Villa et d’ Obregón. Jeong-hun, en qualité de tireur d’élite sert les constitutionnalistes et aperçoit lors des combats I-jeong qui se bat pour l’autre camp. Il demanda à quitter l’armée après ces combats qui mirent en déroute les rebelles. Il rentre chez lui avec une grosse somme d’argent. Jeong-hun et sa nouvelle épouse Yeon-su retournent à l’hacienda cherche l’enfant qu’elle a eu avec I-seong. Ils sont contraints de payer les surveillants afin de l’arracher aux mains de Maria, sa mère maya adoptive qui ne voulait plus s’en séparer.
I-jeong passa à l’hacienda quelques jours plus tard à la recherche de son ancienne amante et découvrit qu’il avait eu un fils. Il suivit la piste de son fils et de Yeon-su jusque Veracruz et retrouva Jeong-hun qui le coiffa. Mais, il ne rencontra pas Yeon-su qu’il laissa entre les mains de son nouveau mari.
Troisième partie
Un jour, un maya du nom de Mario vint chercher de l’aide auprès des Coréens du Yucatán pour qu’ils participent au renversement du gouvernement guatémaltèque de Cabrera. Une coquette somme leur était promise en récompense. Une quarantaine de Coréens d’origines sociales diverses se mirent donc en chemin vers la jungle du Guatemala. La base des guérilleros mayas était située sur le site sacré de Tikal. De là, ils harcelaient l’armée régulière et gagnait du terrain jusqu’à une contre-attaque importante de l’armée adverse. Avec l’accord des mayas, les Coréens avaient décidé de créer un micro-état dans la région, qu’ils nommèrent Sindaehan. Cet État était censé recueillir tous les Coréens chassés, exilés de leur péninsule natale. Mais l’existence de cet État, non reconnu et peuplé que d’une poignée de Coréens qui se mettaient en ménage avec des femmes mayas, eut une existence éphémère. En effet, I-jeong, le chef du groupe finit comme la plupart de ses compagnons, tué par l’armée à la solde de Cabrera. Seule une dizaine d’entre eux parvint à revenir péniblement au Mexique et à faire le récit de leur aventure. Finalement, les Coréens restant finirent par se disperser à travers le Mexique et dans quelques pays périphériques, mais aucun ne retourna jamais en Corée.